# Юліуш Макаревич
Макаревич Юліуш, Макаревич Юліан Спиридонович (пол. Juliusz Makarewicz; 5 травня 1872, Самбір — 20 квітня 1955, Львів) — польський правознавець, криміналіст, професор кримінального права та ректор Львівського університету, академік, сенатор ІІ Речі Посполитої.

## Життєпис
Народився в польській сім'ї залізничного інженера Спиридона Макаревича та Емілії Маліцької. Початкову (середню) освіту здобув в гімназіях Тарнова та Кракова. У 1889—1893 рр. навчався на відділенні (факультеті) права й управління Яґелонського університету. Восени 1894 виїхав за кордон, займався науковою роботою у Галле, Берліні та Парижі. Після закінчення університету (1893) й здобуття ступеня доктора права (1894) працював в Краківському крайовому суді (до 1904).
З 1904 року був надзвичайним професором Яґелонського університету в Кракові, а з 1907 року — професором Львівського університету (по кафедрі кримінального права). У Львівському університеті залишався (з перервами) до кінця життя, попри зміну кордонів Польщі й державної приналежності Львова після Другої світової війни. В 1909—1912 був деканом та заступником декана юридичного факультету, а у 1923—1925 рр. — ректором університету.
З 1919 був членом кодифікаційної комісії, керівником секції матеріального кримінального права. 1928 у зв'язку кодифікаційними роботами в Польщі відвідав США для ознайомлення з американським кримінальним законодавством.
1923 року був обраний членом-кореспондентом, а 1928 — дійсним членом Польської АН. 1933 р. обраний почесним членом Американської академії мистецтв і наук в Бостоні.
З 1925 до 1935 р. (обирався відповідно в 1925, 1928, 1933) був сенатором ІІ РП.
Після зайняття Львова Червоною Армією в 1939 р. й закриття Університету, був позбавлений посад і права викладання. Під час німецької окупації Львова — викладав в таємному (катакомбному) університеті (від осені 1941 та до липня 1944 р.).
Після повторного заняття Львова радянськими військами, 3 січня 1945 р. заарештований НКВС та спочатку поміщений в тюрму на Лонського, а потім етапований до контрольно-фільтраційного табору № 37 в Краснодоні (Луганська обл. УРСР), де перебував разом з іншими польськими вченими до 8 вересня 1945 р.
Після звільнення повернувся до Львова. З 1947 р. — знову працював у Львівському університеті (до 1954 р.).
Помер 20 квітня 1955 року в віці 82 років, похований на Личаківському цвинтарі.

## Науковий спадок
Досліджував проблеми кримінального права. Серед його заслуг — запровадження принципів суб'єктивної (винної) відповідальності, індивідуалізації покарання, врахування суспільної небезпеки як ознаки злочину, новаторський підхід до підбурювання й пособництва. Підставою кримінальної відповідальності Ю. Макаревич вважав вину особи і водночас суспільну небезпечність її діяння. Концепції Ю. Макаревича в міжвоєнний період знайшли своє відображення в кримінальних кодексах Данії 1930 р., Італії 1930 р., Швейцарії 1937 р. (за М. М. Сеньком).
Автор низки монографій («Суть злочину» (1896), «Ідеальна сукупність злочинів в австрійському кримінальному кодексі [?]» (1897), «Вступ до філософії кримінального права» (1906), «Юридичні статті» (1907), «Кримінальне право світу» (1914), «Польське кримінальне право» (1919), «Кримінальне право: порівняльний аналіз» (1924)); автор Загальної частини Кримінального кодексу Польщі 1932 р. (відомого як «кодекс Макаревича») та коментаря до нього. КК Польщі 1932 р. ґрунтувався на положеннях класичної та соціологічної шкіл кримінального права й був одним з найпрогресивніших кримінальних законів того часу. Як наслідок впливу соціологічної школи КК 1932 р. вперше у Польщі запроваджував інститут заходів безпеки.

### Праці
- Makarewicz, Juliusz. Prawo karne. Wykład porównawczy z uwzględnieniem prawa obowiązującego w Rzeczpospolitej Polskiej, Lwów — Warszawa 1924.
- Kodeks karny z komentarzem i orzecznictwem SN, Lwów 1935 i 1938 (wyd. V)[4].